# La collezionista
La collezionista (La collectionneuse) è un film del 1967, scritto e diretto da Éric Rohmer.
È il quarto capitolo (come indicato dai titoli di testa, ma terzo in ordine cronologico) del ciclo dei Sei racconti morali (Six contes moraux), una serie di opere del regista francese composta da un cortometraggio, un mediometraggio e quattro lungometraggi. Segue La carriera di Suzanne (1963) e precede La mia notte con Maud (1969).
È il primo lungometraggio di Rohmer distribuito in Italia.

## Trama
Adrien, un antiquario stanco del lavoro e dell'amore (lascia che la sua fidanzata vada per lavoro a Londra senza di lui), è ospite in una villa nei pressi di Saint-Tropez messa a disposizione dal benestante amico Rodolphe: con lui ci sono Daniel, amico comune dei due, e Haydée, una nuova amica di Rodolphe. È deciso a trascorrere il suo mese di vacanza senza pensare a nulla.
Si alza all'alba, fa il bagno in spiaggia, legge all'ombra di un albero, va a letto presto. Tutte piacevoli occupazioni insolite per lui. Evita l'altra ospite della villa, la giovane Haydée, intenta a vivere la notte sempre con ragazzi diversi. Un giorno i due finiscono per fare conoscenza, ma Adrien mette subito in chiaro che non ha nessuna intenzione di "entrare nella collezione" suggerendo anzi all'amico Daniel di "sacrificarsi" per lui.
Questi, che Adrien sa essere molto scaltro, gioca con tutti e due, divertendosi nell'osservare lo strano ménage che si viene a creare. Un incontro di lavoro, importante per Adrien, è il pretesto per divertirsi e far divertire Haydée. La lascia infatti tra le braccia di un ricco uomo d'affari statunitense. Però è ormai attratto da lei in modo irresistibile e, prelevatala dalla villa, la riaccompagna a Saint-Tropez, dove spera, partito Daniel, di vivere  una reale avventura con lei.
Ma durante il viaggio, Haydée incontra due giovani amici che le propongono di partire per l'Italia verso un'altra meta incognita e stuzzicante. Adrien senza attenderne la decisione riparte e abbandona Haydée. Solo nell'enorme villa, prende il telefono e si informa sul primo aereo per Londra.

## Produzione
Rohmer racconta:
(Ruy Nogueira, Intervista a Éric Rohmer, "Filmcritica" n. 218, settembre-ottobre 1971)
I mezzi limitatissimi sono funzionali ad un'esposizione chiara e priva di fronzoli, nel classico stile di Rohmer che fa prevalere sempre i dialoghi (per l'occasione scritti con la collaborazione dei tre protagonisti stessi) e la costruzione di situazioni sentimentali.

## Accoglienza
"Dopo un anno in cui l'edizione rimase bloccata sulla copia di lavorazione in bianco e nero, è stato il primo film di Rohmer a conoscere un discreto successo di pubblico." 

## Critica
Paolo Mereghetti:
(Paolo Mereghetti, Dizionario dei film, p. 242.)

## I personaggi

### Il protagonista
Al centro di tutto c'è Adrien, un uomo seriamente intenzionato a trascorrere un periodo di assoluta tranquillità e distacco da tutto, forse anche per riflettere sul rapporto con la propria compagna che comunque non vuole assolutamente tradire. Resistere insensibile alla tentazione rappresentata dal contatto giornaliero con una "collezionista" è una prova difficile. Fatalità vorrà che proprio nel momento in cui si dispone a cedere, l'oggetto della sua tentazione gli svanisca di fronte.

### Haydée
La collezionista è una ragazza di cui si sa ben poco: non che lavoro faccia né da dove venga. "Spunta fuori e silenziosamente, con la sua presenza, il suo corpo longilineo, il sorriso sconcertante..."
Il critico Claude-Jean Philippe sostiene che si identifica con la natura.
Ed infatti nel prologo Rohmer la presenta in spiaggia che cammina sulla riva del mare con il solo accompagnamento sonoro dello sciacquio delle onde; anche lei un oggetto di natura, affascinante e misterioso come il mare.

### Daniel
(Éric Rohmer, La mia notte con Maud: sei racconti morali, p. 101.)
L'oggetto da lui fabbricato è un barattolo di vernice gialla ricoperto di lamette da barba che è impossibile toccare senza ferirsi.
"... la pittura è fatta per tagliarsi le dita" dichiara al critico che lo intervista e che si è tagliato un dito toccandolo.
Daniel è amico e confidente di Adrien.

## Colonna sonora
La colonna sonora è stata scritta dal gruppo di rock psichedelico Blossom Toes.

## Riconoscimenti
- Orso d'argento (Premio speciale della giuria) al Festival di Berlino del 1967